# 440

## Nașteri
- dată necunoscută: Papa Felix al III-lea  (d. 492)
- dată necunoscută: Bodhidharma  (d. 540)
- dată necunoscută: Ereleuva  (d. 500)

## Decese
- 19 august: Papa Sixt al III-lea  (n. 390)
- 17 februarie: Mesrob Maștoț  (n. 362)